# Papistylus
Papistylus là một chi thực vật có hoa thuộc họ Táo (Rhamnaceae).

## Từ nguyên
Từ tiếng Latinh papilla (nhũ, đầu vú, núm vú) và stylus (cột, cuống, thân, bút), để nói tới vòi nhụy hình nhũ rõ nét.

## Phân bố
Các loài trong chi này là đặc hữu tỉnh thực vật tây nam Tây Úc, Australia.

## Các loài
- Papistylus grandiflorus (C.A.Gardner) Kellermann, Rye & K.R.Thiele, 2007
- Papistylus intropubens Rye, 2007

## Mô tả
Cây bụi nhỏ thường xanh, có lông tơ mềm với các lông đơn. Các lá kèm rời hoặc hợp sinh rất ngắn ở đáy giữa cuống lá và thân cây, bền ít hay nhiều. Các lá mọc cách, có cuống ngắn, bạc màu, nguyên. Cụm hoa chủ yếu ở đầu cành, bao gồm các xim hoa nhiều hoa chụm lại dày đặc được các lá bắc lớn, bền, màu nâu bao quanh. Hoa lưỡng tính, mẫu 5, màu trắng hoặc màu kem, không cuống hoặc gần như không cuống. Chén hoa dài, hình ống, hình thoi; phần ống rời dài hơn nhiều so với phần đáy hợp sinh. Đài hoa mọc thẳng tới tỏa rộng, bền ở quả. Cánh hoa mọc thẳng, dạng nắp, có vuốt ngắn, nhẵn bóng; vuốt không hợp sinh vào đáy của chỉ nhị. Các nhị hoa được bao bên trong và dài gần bằng các cánh hoa, mọc từ thẳng đến cong vào. Đĩa tạo thành một vòng hẹp gợn sóng xung quanh đỉnh bầu nhụy, rời, nhẵn nhụi, trở thành vòng tròn ở quả. Bộ nhụy 3 lá noãn; bầu nhụy hạ hoặc chủ yếu là hạ, rậm lông ở đỉnh; vòi nhụy nguyên, nhẵn nhụi, có nhú nổi rõ trong phần lớn chiều dài của nó, đỉnh với đầu nhụy 3 thùy. Quả một quả nang nẻ, khoảng nửa hạ hoặc phần lớn là hạ, hình trứng ngược; các quả con dạng vảy, chẻ dọc theo bề mặt bên trong của chúng và trên đỉnh để giải phóng hạt. Hạt có áo hạt; phần thân màu đồng nhất phía trên phần đáy sẫm màu; áo hạt khá lớn, trong mờ, 3 thùy.